# Пісний Василь Михайлович
Пісний Василь Михайлович (2 січня 1963, Лопушани Зборівського району Тернопільської області — 28 січня 2021 року) — генерал-лейтенант міліції, генерал-лейтенант (з 23 серпня 2017), екс-начальник Департаменту державної служби боротьби з економічною злочинністю МВС України, екс-заступник начальника Головного управління боротьби з корупцією та організованою злочинністю Служби безпеки України.

## Біографія
- в 1989 році отримав диплом Львівського сільськогосподарського інституту за спеціальністю «інженер-механік»;
- з 1990 по 1995 рік навчався в Львівському державному університеті імені Івана Франка за спеціальністю «Правознавство» з кваліфікацією «Юрист»;
- з листопада 2004 року — начальник Управління по боротьбі з організованою злочинністю (УБОЗ) УМВС України у Тернопільській області;
- у березні 2005-го обійняв посаду начальника УМВС України в Тернопільській області;
- з 2007 року очолив Управління з розслідування особливо важливих справ Державної податкової адміністрації Західного регіону;
- в 2010 році був обраний депутатом Львівської обласної ради VI скликання (від політичної партії Фронт Змін), керував комісією з питань законності, дотримання прав людини та військових проблем;
- у квітні 2013 року — березні 2014-го обіймав посаду першого заступника голови Львівської обласної ради;
- з 4 березня 2014 по 4 січня 2015 року — очолював Департамент по боротьбі з економічною злочинністю МВС України, його призначення супроводжувалось акціями протесту у Львові[1];
- з 1 вересня 2015 року призначений на посаду заступника начальника Головного управління боротьби з корупцією та організованою злочинністю Служби безпеки України[2];
- 03 червня 2019 року був звільнений з посади заступника начальника Головного управління боротьби з корупцією та організованою злочинністю Служби безпеки України[3];

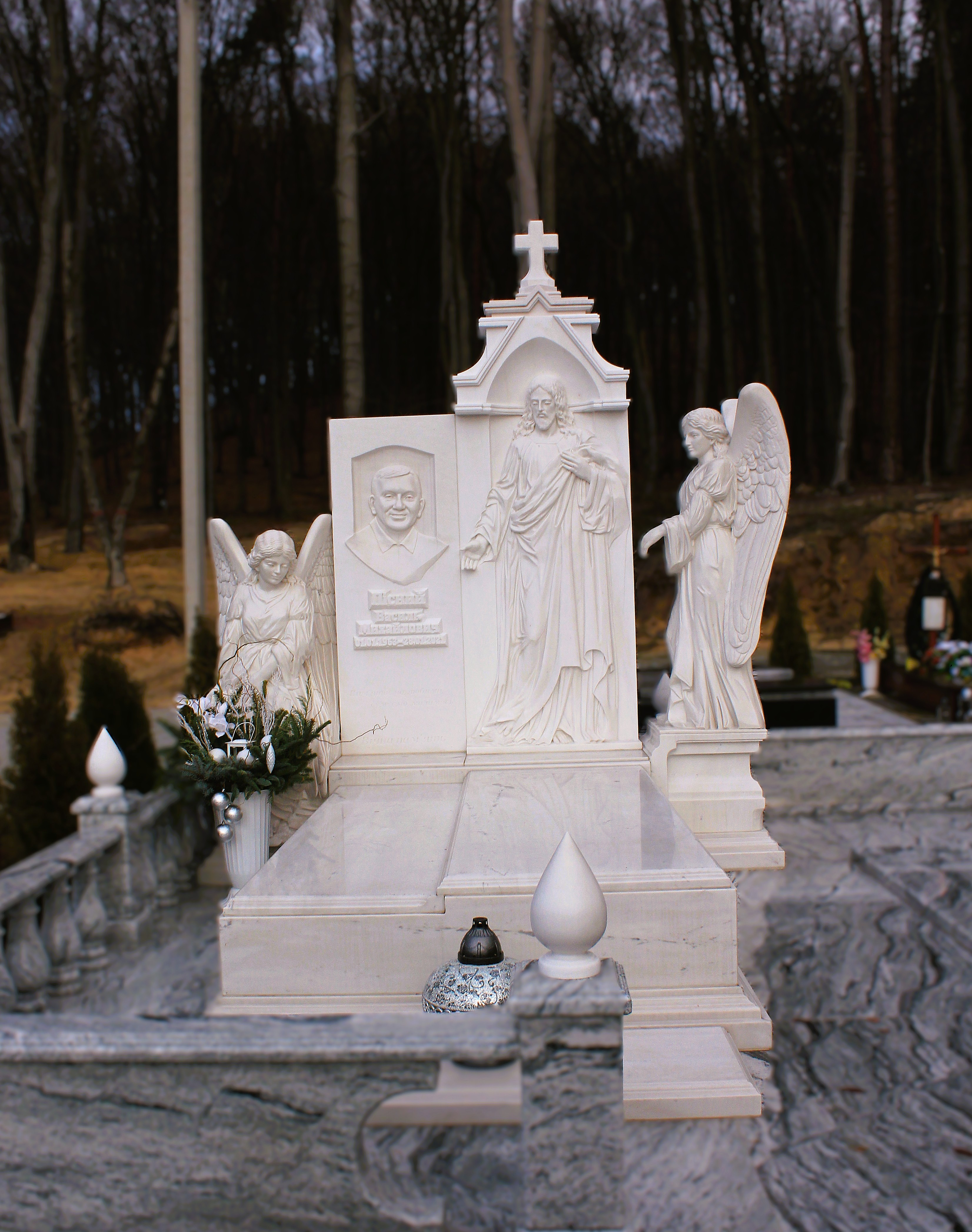
Пам'ятник на могилі генерал-лейтенанта Василя Пісного.

- Пам'ятник на могилі генерал-лейтенанта Василя Пісного.28 січня 2021 помер після важкої хвороби[4].Похований на Брюховицькому цвинтарі.

## Військові та спеціальні звання
- генерал-лейтенант міліції;
- генерал-лейтенант (з 23 серпня 2017 року)[5].

## Сім'я
З сім'єю проживає (жив) в так званому «Царському селі» Брюховичі.
- Дружина, Костик Ольга — підприємець, якій належить готель у центрі Львова «Наталія 18» (за іншими даними, подарунок доньці Наталії на 18-річчя[6], орієнтовна вартість якого — більше 10 млн. $ та який знаходиться за адресою - площа Ярослава Осмомисла, 7[7]), готельно-відпочинковий комплекс «Колиба» у Брюховичах з територією понад 10 га та ресторан «Форос» у Львові. Офіційно Пісний розлучений з Ольгою Костик ще з початку 2000-х, однак за інформацією Zaxid.net вони продовжують жити і вести спільне господарство як подружжя[8]
- Старший брат, Богдан Пісний — колишній працівник МВС, нині заслужений артист України[9][10].

## Інцидент з Володимиром Парасюком
19 листопада 2015 року, під час засідання антикорупційного комітету Верховної Ради України, Василь Пісний отримав удар ногою у голову від народного депутата Володимира Парасюка. Перед цим Парасюк надав членам комітету відомості про корупційні дії Василя Пісного.
Після інциденту, Юрій Луценко, який в березні 2005 року призначав Пісного на посаду начальника УМВС України в Тернопільській області, вступився за свого колишнього підлеглого, Пісного: «Я пам'ятаю його від першого до останнього дня на Майдані: сотні автобусів, доправили зі Львова, розгін тітушок у Львові, які провокували ситуацію, доправка до Києва озброєних львівських міліціонерів на захист майданівців — це все зробив Пісний», — запевнив Луценко.
Василь Пісний написав на депутата Парасюка заяву до Генеральної прокуратури України, яка відкрила кримінальне провадження за частиною другою статті 345 Кримінального кодексу України (погроза або насильство щодо працівника правоохоронного органу). Депутат Парасюк вибачився перед суспільством за бійку і заявив, що готовий нести відповідальність.

## Цікаві факти
- 10 липня 1995 року, Василя Пісного затримали за підозрою у рекеті і стосовно нього була порушена кримінальну справу за ч. 3 ст. 144 КК Української РСР. Провів п'ять місяців у СІЗО. Справа була закрита за відсутністю в його діях складу злочину[8].

- Мав прізвисько «Антибіотик»[16].

- Пісний отримав статус учасника бойових дій, провівши у зоні АТО три дні[17]. Після інциденту з Парасюком він заявив, що написав офіційну заяву про відмову від статусу учасника бойових дій, але згодом оформив його[18].